# 外交青書

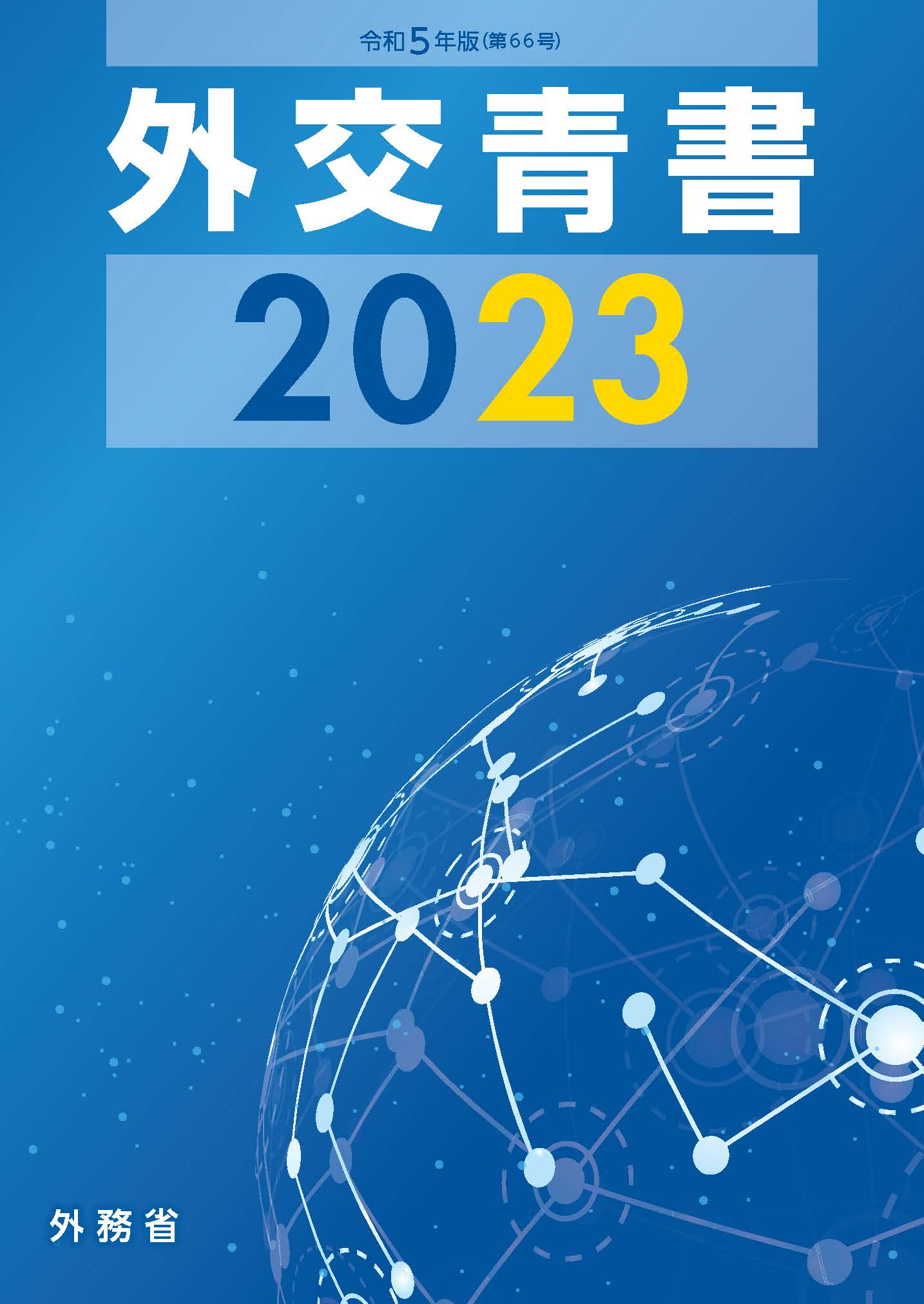
2023年『外交青書』の表紙

外交青書（がいこうせいしょ、英語: Diplomatic Bluebook）とは、外務省によって作成されている日本の外交の記録を綴った白書（青書）の一種である。1957年（昭和32年）に「わが外交の近況」として第1号が刊行され、以後、1年毎に作成されており閣議に報告されている。「外交青書」の名称は1987年（昭和62年）の第31号から用いられている。

## 概要
外務省の外交政策や、最近の国際情勢を理解できる一次資料である。日本を取り巻く国際情勢と、それに対してどのような外交方針で取り組んだかが記述されている。巻末に研究の基礎資料として活用できる資料編が付属している。
本編には有名人の執筆したコラムも掲載されている。平成17年版外交青書にはプロ野球選手の松井秀喜（ニューヨーク・ヤンキース、当時）や長谷川滋利（シアトル・マリナーズ、同）が、平成18年版には歌手のPUFFYが登場した。
重要な近隣諸国（韓国、北朝鮮、中国、ロシア）などの関係は重点的に記載されている。特に最近では軍事関係での不透明さが目立つ北朝鮮及び中国の動向や、近年戦争が行われたイラク、アフガニスタンや、核開発などの疑いがあるイランを始めとする中東の動きを注視している。
北朝鮮の日本人拉致問題や、弾道ミサイル発射、核実験などを指摘し、日本にとって「脅威である」と指摘している。また、中国に対しても2007年の衛星破壊や不透明な軍事費などに関しての懸念を表している。
外務省のホームページでは1957年発行の第1号以降すべての外交青書が公開されており、自由に閲覧する事ができる。
外交青書は英語版（英語: Diplomatic Bluebook）も作成、公開されている。

## 「青書」の理由
外交青書は、現在日本が発行している白書の中で唯一「青書」と呼ばれているが、これは外交青書を作成し始めた当時、参考としたイギリス議会の外交委員会の報告書の表紙が青色であったので、これに倣ったものである。